# Petrochemia (Płock)
Petrochemia – jedno z dwóch przemysłowych osiedli Płocka. Nie posiada stałej ludności. Jego powierzchnię prawie w całości zajmują tereny PKN Orlen oraz teren Płockiego Parku Przemysłowo-Technologicznego (PPPT).

## Komunikacja
ul. Łukasiewicza /brama nr 2/ – dojazd autobusami linii: 31, 32, 33, 35, A
ul. Chemików /brama nr 1/ – dojazd autobusami linii: 32, 33, 35, A
ul. Długa /brama nr 11/ – dojazd autobusami linii: 31
ul. Zglenickiego /brama nr 1/ – dojazd autobusami linii: 5, 11, 16